# Elektroda jonoselektywna
Elektroda jonoselektywna (ang. Ion-Selective Electrode, ISE) – elektroda, której potencjał względem elektrody odniesienia, zmienia się pod wpływem zmian aktywności jonów w badanym roztworze. Najpowszechniej używanymi elektrodami jonoselektywnymi są elektrody wskaźnikowe stosowane w pH-metrii, czułe na jony wodorowe (H+).
Najprostszym modelem matematycznym elektrody jonoselektywnej jest równanie Nernsta:
{\displaystyle E={\frac {RT}{zF}}\ln(a),}
gdzie:
{\displaystyle E} – potencjał elektrody jonoselektywnej,
{\displaystyle R} – stała gazowa,
{\displaystyle T} – temperatura bezwzględna,
{\displaystyle z} – liczba ładunków elementarnych jonu,
{\displaystyle F} – stała Faradaya,
{\displaystyle a} – aktywność jonu,
{\displaystyle \ln } – symbol logarytmu naturalnego.
Bardzo często przyjmuje się, że wartość aktywności jest równa wartości stężenia jonu, co daje zadowalające przybliżenie dla dużej grupy zastosowań. W rzeczywistości aktywność ze stężeniem powiązana jest poprzez współczynnik aktywności.